# 傑米·喬治
傑米·喬治（英語：Jamie George；1990年10月20日—）是一位英格蘭橄欖球運動員。他是英格蘭國家橄欖球隊的一員，代表英格蘭參加了2015年世界盃橄欖球賽。